# Li Zhuhao
Li Zhuhao (en chino: 李朱濠; Wenzhou, 9 de enero de 1999) es un deportista chino que compite en natación, especialista en el estilo mariposa.
Ganó dos medallas de bronce en el Campeonato Mundial de Natación en Piscina Corta de 2018, en las pruebas de 100 m mariposa y 200 m mariposa.

## Palmarés internacional
| Campeonato Mundial en Piscina Corta | Campeonato Mundial en Piscina Corta | Campeonato Mundial en Piscina Corta | Campeonato Mundial en Piscina Corta |
| Año                                 | Lugar                               | Medalla                             | Prueba                              |
| ----------------------------------- | ----------------------------------- | ----------------------------------- | ----------------------------------- |
| 2018                                | Hangzhou (China)                    | Medalla de bronce                   | 100 m mariposa                      |
| 2018                                | Hangzhou (China)                    | Medalla de bronce                   | 200 m mariposa                      |